# Robert Premsela
Robert Premsela (Amsterdam, 31 december 1915 – aldaar, 8 april 2007) was een Nederlands ondernemer.

## Achtergrond
Robert "Boet" Premsela werd geboren binnen het Joodse gezin van arts Bernard Premsela en Rosalie de Boers. Het was een progressief socialistisch ingesteld milieu. Hij had in Elly Premsela een zus, in Benno Premsela een broer. Vader, moeder en zuster werden gedurende de Tweede Wereldoorlog omgebracht in concentratiekamp Auschwitz. De beide broers werd dit bespaard. Hij verloofde zich rond 5 juni 1942 met Bep Boas en huwde haar op 28 september 1945 (ondertrouw 19 september).
Beppy Boas (Amsterdam, 27 juli 1918 – 17 augustus 2012) werd geboren binnen het gezin van diamantslijper en pianist Simon Abraham Boas (1893–1957) en Sientje Meijer (1893–1990). Zij was de zus van Willem Boas (1920–1944), die ook omgebracht werd in Auschwitz. Het echtpaar Premsela-Boas kreeg twee kinderen.
Zelf nam Robert Premsela ter ontspanning boeken door van Harry Mulisch, Andreas Burnier, Hugo Claus en Louis Couperus.
Net als zijn broer Benno was hij voorvechter van homo-emancipatie.

## Bedrijf
Robert Premsela ging in de jaren dertig werken bij de Amsterdamse Museum Boekhandel, gevestigd aan de Van Baerlestraat, hoek Paulus Potterstraat. Hij deed daar administratie. Na enige tijd ondergedoken te zijn begon hij samen met zijn vrouw gebruik te maken van de toenmalige vrijheid. Ze wilden geen leiding meer boven zich en begonnen in 1946 in Vondelstraat 6 met hun eerste boekwinkel(tje). De beginvoorraad bleek sneller verkocht te zijn dan gedacht. In 1950 konden ze uitbreiden toen ze in het gebouw Van Baerlestraat 78 trokken. Dat was een opgeheven levensmiddelenzaak, zodat de eerste boeken tussen worsten en andere levensmiddelen terechtkwamen. Het echtpaar kon nog lang nagenieten van die levensmiddelenvoorraad. Premsela wilde zich specialiseren in boeken over kunst in de ruimste zin des woords. De plaats daarvoor was ideaal, zowel het Rijksmuseum Amsterdam, het Stedelijk Museum als het Concertgebouw zijn binnen loopafstand gevestigd. In 1958 liet hij zijn zaak verbouwen door broer Benno, die zijn sporen achterliet bij de inrichting. Hij liet de zaak er groter uitzien dan dat ze in wezen was. Door veel blauw toe te passen kreeg de zaak een koel karakter. De nieuwe inrichting oogstte naast lof ook kritiek. Premsela boeken specialiseerde zich verder in boeken over beeldende kunst. Om een totaalbeeld te vormen bestelde hij catalogi van allerlei musea en verkocht ze. In 1980 werd de zaak verkocht aan de boekhandel van Allert de Lange.